# NGC 3157
NGC 3157 este o emission-line galaxy⁠(d) situată în constelația Mașina Pneumatică. A fost descoperită în 28 ianuarie 1835 de către John Herschel. Se află la o distanță de 31,62 de megaparseci de Pământ.